# روجر كلارك (سياسي)
روجر كلارك (بالإنجليزية: Roger Clarke)‏ هو سياسي جامايكي، ولد في 11 يونيو 1940، وتوفي في 28 أغسطس 2014 بفلوريدا في الولايات المتحدة. حزبياً، نشط في حزب الشعب الوطني ‏. وقد انتخب عضو مجلس نواب جامايكا.